# Dobropillja
Dobropillja (ukrainisch Добропілля; russisch Доброполье Dobropolje) ist eine Bergbaustadt im Donezbecken im Osten der Ukraine in der Oblast Donezk mit etwa 21.850 Einwohnern (22.07.2025).

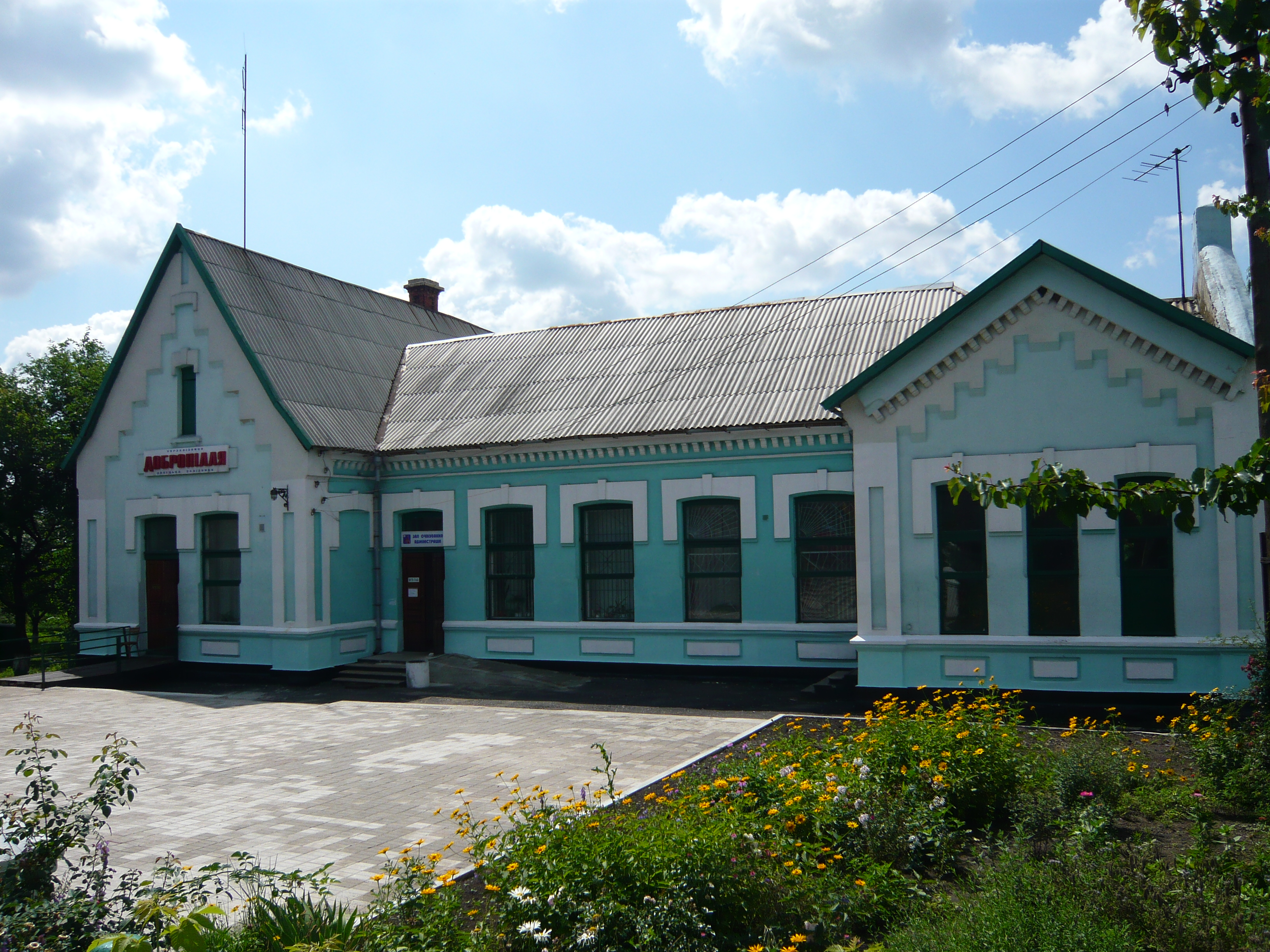
Bahnhof von Dobropillja

## Geographie

### Geographische Lage

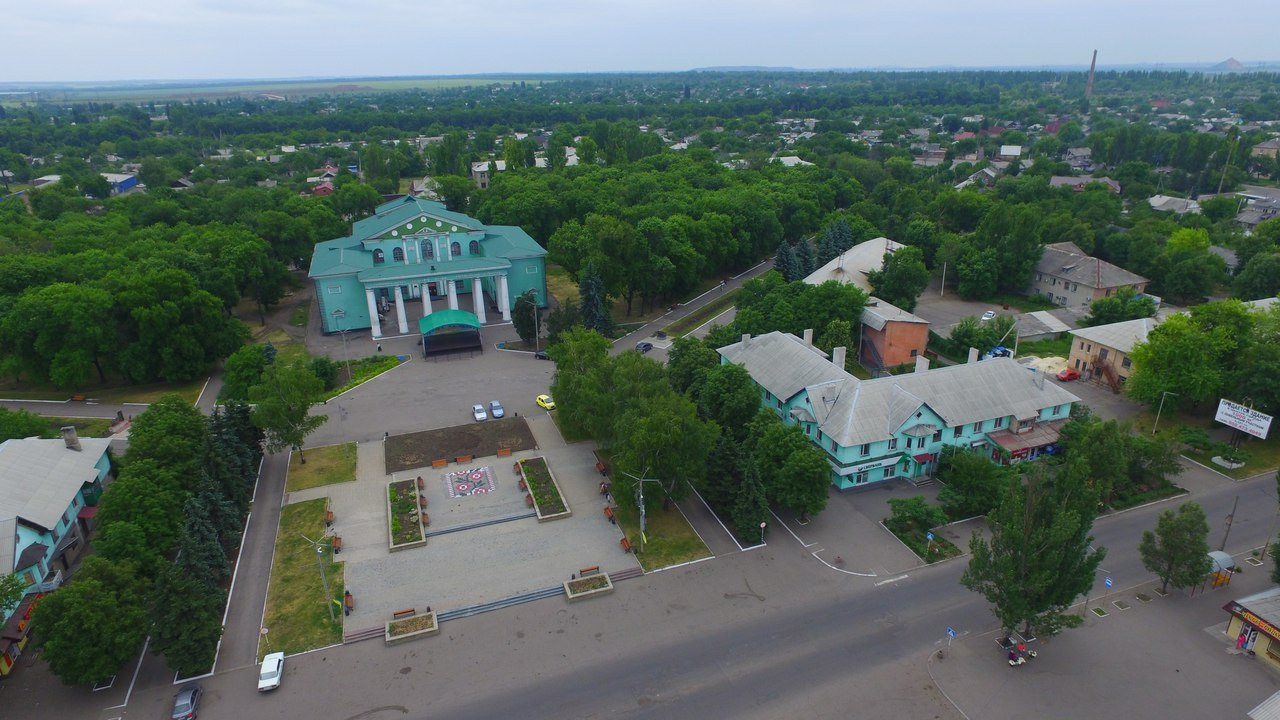
Blick auf den Hauptplatz im Ort

Dobropillja ist eine in der Donbass gelegene Stadt und war bis Juli 2020 das administrative Zentrum des gleichnamigen Rajons Dobropillja (jedoch selbst kein Teil desselben) 95 km nordwestlich vom Oblastzentrum Donezk.

### Verwaltungsgliederung
Am 12. Juni 2020 wurde die Stadt zum Zentrum der neugegründeten Stadtgemeinde Dobropillja (Добропільська міська громада/Dobropilska miska hromada). Zu dieser zählen auch die Stadt Bilyzke, die Siedlungen städtischen Typs Swjatohoriwka und Wodjanske, die 8 in der untenstehenden Tabelle aufgelisteten Dörfer sowie die 4 Ansiedlungen Krasnojarske, Nowyj Donbas, Schewtschenko und Switle, bis dahin bildete sie die gleichnamige Stadtratsgemeinde Dobropillja (Добропільська міська рада/Dobropilska miska rada) welche direkt der Oblastverwaltung unterstand und im Zentrum des ihn umschließenden Rajons Dobropillja lag.
Zur Stadtratsgemeinde zählten die Stadt Dobropillja und die Stadtratsgemeinden:
- Bilyzke mit:
  - Bilyzke (Stadt)
  - Wodjanske (Siedlung städtischen Typs)
- Biloserske mit
  - Biloserske (Stadt)
  - Bokowe (Siedlung)

sowie die Siedlungsratsgemeinde
- Nowodonezke mit:
  - Nowodonezke (Siedlung städtischen Typs)

Seit dem 17. Juli 2020 ist sie ein Teil des Rajons Pokrowsk.
Folgende Orte sind neben dem Hauptort Pokrowsk Teil der Gemeinde:
| Name                     | Name           | Name                            |
| ukrainisch transkribiert | ukrainisch     | russisch                        |
| ------------------------ | -------------- | ------------------------------- |
| Bilyzke                  | Білицьке       | Белицкое (Belizkoje)            |
| Hanniwka                 | Ганнівка       | Анновка (Annowka)               |
| Krasnojarske             | Красноярське   | Красноярское (Krasnojarskoje)   |
| Kopani                   | Копані         | Копани                          |
| Kutusowka                | Кутузовка      | Кутузовка                       |
| Nowoukrajinka            | Новоукраїнка   | Новоукраинка (Nowoukrainka)     |
| Nowowiktoriwka           | Нововікторівка | Нововикторовка (Nowowiktorowka) |
| Nowyj Donbas             | Новий Донбас   | Новый Донбасс (Nowy Donbass)    |
| Rubischne                | Рубіжне        | Рубежное (Rubeschnoje)          |
| Schewtschenko            | Шевченко       | Шевченко                        |
| Switle                   | Світле         | Светлое (Swetloje)              |
| Swjatohoriwka            | Святогорівка   | Святогоровка (Swjatogorowka)    |
| Wiktoriwka               | Вікторівка     | Викторовка (Wiktorowka)         |
| Wiriwka                  | Вірівка        | Веровка (Werowka)               |
| Wodjanske                | Водянське      | Водянское (Wodjanskoje)         |

## Geschichte
Im Jahr 1840 gegründet, wurden dem Ort am 8. August 1953 die Stadtrechte verliehen. Seit 1963 ist Dobropillja eine Stadt von regionaler Bedeutung und seit 1966 Rajonzentrum. Der Ort war vom 19. Oktober 1941 bis September 1943 (mit Unterbrechungen) von Truppen der deutschen Wehrmacht besetzt.
Von 1968 bis 2010 gab es in der Stadt ein Oberleitungsbussystem (ukrainisch Добропільський тролейбус) mit einer Streckenlänge von etwa 15 Kilometern.

## Bevölkerung
| 1859 | 1923 | 1926 | 1939  | 1959   | 1970   | 1979   | 1989   | 2001   | 2005   | 2016   |
| ---- | ---- | ---- | ----- | ------ | ------ | ------ | ------ | ------ | ------ | ------ |
| 44   | 811  | 570  | 5.901 | 23.666 | 30.115 | 32.587 | 40.064 | 35.638 | 33.896 | 30.445 |

Quellen:
1859;
1923–1970;
1979;
1989–2016